# Jason Derlatka
Jason Derlatka (New York, 26 settembre 1972) è un compositore statunitense noto per la sua carriera solista, e per la breve militanza nella rock band Journey.
Fra i suoi lavori più noti si possono citare la colonna sonora per la serie televisiva americana Dr. House - Medical Division. 
È stato acclamato dalla critica, insieme al suo compagno Jon Ehrlich, per il suo lavoro per Invasion, un serial televisivo ideato da Shaun Cassidy.

## Riconoscimenti
È stato candidato due volte per un Emmy: 
- Nel 2008 una nomination divisa con Jon Ehrlich per la musica composta per Dr. House - Medical Division per l'episodio Angeli custodi;
- Una nel 2003 per The Agency, divisa sempre con Ehrlich.

## Filmografia
Jason Derlatka ha lavorato principalmente come compositore
- The Agency (1 episodio, 2002)
- Tru Calling (9 episodi, 2004-2005)
- Invasion (22 episodi, 2005-2006)
- Conviction - Sex & Law  (13 episodi, 2006)
- Life (21 episodes, 2007-2009)
- Dr. House - Medical Division (101+ episodi, 2004-2009)